# Cecidomyzon conophorae
Cecidomyzon conophorae är en kräftdjursart som beskrevs av Jan Hendrik Stock 1981. Cecidomyzon conophorae ingår i släktet Cecidomyzon och familjen Asterocheridae. Inga underarter finns listade i Catalogue of Life.